# Sture Henriksson
Sture Hartvig Henriksson, i riksdagen kallad Henriksson i Bromma, född 28 maj 1917 i Riseberga församling, Kristianstads län, död 22 april 1957 i Bromma församling, Stockholms län (självmord), var en svensk fackföreningsman och politiker (socialdemokrat). Han var Sveriges kommunikationsminister från den 22 mars 1957 till sin död en månad senare.

## Biografi
Axel Henriksson var son till småbrukaren Axel Henriksson och Kristina, född Persson. Till yrket var han montör och från 1946 ordförande i Statstjänarkartellen. Henriksson var riksdagsledamot i andra kammaren 1949–1957 och anlitades för flera utredningar, bland annat 1952 års utredning om indirekt beskattning. Han blev 1956 politiskt sakkunnig i finansdepartementet och året därpå kommunikationsminister.
Tage Erlander och Ulla Lindström beskriver i sina memoarer att Henriksson redan inför utnämningen till statsråd var tveksam, men accepterade efter betänketid. Den 18 april kom det till Erlanders kännedom att Henriksson den 2 mars omhändertagits i Nässjö för fylleri. Allt berodde på ett missförstånd, vilket även bekräftades av polismästaren i Nässjö. Tidningarna hade emellertid fått reda på historien och pressad av denna "affär" begick Henriksson självmord genom att hänga sig den 22 april.
Henriksson gifte sig 1940 med Anna Maria Gustafsson (1914–2003). Tillsammans fick de två barn. Makarna Henriksson är begravda på Bromma kyrkogård.